# Линься (уезд)
Линься́ (кит. упр. 临夏, пиньинь Línxià) — уезд Линься-Хуэйского автономного округа провинции Ганьсу (КНР). Название уезда означает «перед рекой Дасяхэ».

## История
Во времена империи Западная Хань в этих местах был образован уезд Фухань (枹罕县), подчинённый округу Лунси (陇西郡). В 81 году до н. э. эти места вошли в состав округа Цзиньчэн (金城郡). В 36 году округ Цзиньчэн был расформирован, и уезд Фухань вновь вошёл в состав округа Лунси. В 184 году Сун Цзянь из Фуханя провозгласил себя «князем истока Реки, умиротворяющим империю Хань» (河首平汉王). В 214 году Цао Цао разгромил Сун Цзяня.
При империи Западная Цзинь в 301 году уезд Фухань вошёл в состав округа Цзиньсин (晋兴郡).
При империи Ранняя Лян в 344 году была создана область Хэчжоу (河州), власти которой разместились в административном центре уезда Фухань. При империи Западная Цинь в 412 году Цифу Чипань после того, как его отец был убит, перенёс в Фухань столицу и провозгласил себя правителем страны. При империи Северная Вэй в 445 году область Хэчжоу была расформирована, но в 492 году была создана вновь. При империи Западная Вэй был создан ещё и округ Фухань (枹罕郡); как власти округа Фухань, так и власти области Хэчжоу размещались в административном центре уезда Фухань.
При империи Суй в 583 году округ Фухань был расформирован, и уезд Фухань стал подчиняться напрямую области Хэчжоу. В 607 году область Хэчжоу была преобразована в округ Фухань.
После основания империи Тан в 618 году округ Фухань вновь стал областью Хэчжоу. В 742 году она была преобразована в округ Аньсян (安乡郡). В 762 году территория уезда Фухань была захвачена тибетцами.
При империи Северная Сун тибетцы были изгнаны китайскими войсками, и уезд Фухань появился вновь, подчинённый области Хэчжоу. В 1131 году эти земли были захвачены чжурчжэнями, и вошли в состав империи Цзинь. В 1227 году область Хэчжоу была захвачена монголами.
После свержения власти монголов и образования китайской империи Мин в 1371 году был создан Хэчжоуский караул (河州卫), подчинённый Полевой ставке западного умиротворения (西安行都卫). В 1373 году были образованы Хэчжоуская управа (河州府) и уезд Аньсян (安乡县), власти которых разместились в этих местах. В 1374 году сюда была перемещена Полевая ставка западного умиротворения. В 1377 году область Хэчжоу была разделена на Левый и Правый караулы (в этих местах разместился Правый караул). В 1379 году управа и уезд были расформированы, а Правый караул был преобразован в Ставку хэчжоуского командующего войсками и людьми (河州军民指挥使司). В 1473 году Ставка хэчжоуского командующего войсками и людьми была преобразована в Хэчжоуский караул, и вновь была создана область Хэчжоу, подчинённая Линьтаоской управе (临洮府).
При империи Цин в 1726 году структуры Хэчжоуского караула были влиты в администрацию области Хэчжоу, а в 1762 году Линьтаоская управа переехала в Ланьчжоу, став Ланьчжоуской управой.
После Синьхайской революции в Китае была проведена реформа административно-территориального деления, и в 1913 году область Хэчжоу была преобразована в уезд Даохэ (导河县). В 1929 году он был переименован в уезд Линься (临夏县).
В 1949 году был образован Специальный район Линься (临夏专区), состоящий из 8 уездов. В 1950 году урбанизированная часть уезда Линься была выделена в отдельный городской уезд Линься. 19 ноября 1956 года Специальный район Линься был преобразован в Линься-Хуэйский автономный район.
В 1958 году уезды Линься и Юнцзин были расформированы, а их территория вошла в состав города Линься, однако в 1961 году они были воссозданы. В 1973 году город Линься был расформирован, а его территория была присоединена к уезду Линься.
31 августа 1983 года постановлением Госсовета КНР урбанизированная часть уезда Линься была вновь выделена в отдельный городской уезд Линься.

## Административное деление
Уезд делится на 6 посёлков, 17 волостей и 2 национальные волости.